# Emmanuel Lévy
Cet article concerne le journaliste français. Pour l'animateur, voir Emmanuel Levy. Pour les articles homonymes, voir Lévy.
Emmanuel Lévy est un journaliste français spécialisé en économie et en finance.

## Biographie
Diplômé de l'université Paris VI avec un DEA « Probabilité et finances », Emmanuel Lévy est journaliste économique et financier au sein de la rédaction de l'hebdomadaire Marianne depuis 2000.
Il est également l'auteur, en collaboration avec Mélanie Delattre, de l'hebdomadaire Le Point de deux essais ; le premier, intitulé L’homme qui valait cinq milliards. Quand le capitalisme financier devient fou (publié en 2008) est consacré à Jérôme Kerviel ; le second, intitulé Un quinquennat à 500 milliards d'euros (publié en 2012), dresse le bilan économique et financier du quinquennat de Nicolas Sarkozy. Selon l'hebdomadaire économique Challenges, ce dernier livre est une « enquête fouillée » et détaillée, mettant en exergue des abus ou autres dépenses superflues, et disséquant la révision générale des politiques publiques et la politique fiscale du gouvernement de François Fillon, mais présentant cependant le tort d'avoir insuffisamment pris en compte l'effet de la crise économique sur les finances publiques.

## Publications
- L’homme qui valait cinq milliards. Quand le capitalisme financier devient fou, en collaboration avec Mélanie Delattre, éditions First, 2008
- Un quinquennat à 500 milliards d'euros, en collaboration avec Mélanie Delattre, éditions Mille et une nuits, 2012